# Sisyra aurorae
Sisyra aurorae là một loài côn trùng trong họ Sisyridae thuộc bộ Neuroptera. Loài này được Navás miêu tả năm 1933.